# Музыковская сельская община
Музыковская сельская община (укр. Музиківська сільська громада) — территориальная община в Херсонском районе Херсонской области Украины.
Создана в ходе административно-территориальной реформы 4 июля 2016 года на территории упразднённого Белозёрского района путём объединения Музыковского и Схидненского сельских советов. Всего община включила 5 сёл. Своё название община получила от названия административного центра, где размещены органы власти — села Музыковка.
Население общины на момент создания составляло 3798 человек, площадь общины 126,88 км².

## Населённые пункты
В состав общины входят сёла Музыковка — 2672 жителя, Схидное — 842 жителя, Мирошниковка — 0 жителей, Высунцы — 0 жителей, Загоряновка — 437 жителей.

## История общины
В июле 2019 года Станиславская сельская община приняла участие в проекте «Дбаймо про екологію разом!» при поддержке агентства USAID.
В июле 2020 года Белозёрский район в рамках административно-территориальной реформы был ликвидирован, и община вошла в состав созданного Херсонского района.
С февраля по ноябрь 2022 года община была оккупирована российскими войсками в ходе русско-украинской войны.

## Органы власти
Председатель общины — Савелий Нобзевич Лейбзон. Адрес: село Музыковка, улица 40-летия Победы, дом 35.
Староста сёл Схидное и Загоряновка — Вова Татьяна Александровна. Адрес: село Схидное, ул. Шевченко, дом 19.

## Бюджет общины
| Бюджетный год | Сумма, млн. грн. |
| ------------- | ---------------- |
| 2019          | 45,3             |
| 2020          | 42,7             |
| 2021          | 43,5             |